# Véronique Vigneron
Véronique Vigneron ist eine ehemalige französische Judoka. Sie war 1984 Weltmeisterschaftsdritte und gewann bei Europameisterschaften eine Silbermedaille und zwei Bronzemedaillen.

## Sportliche Karriere
Véronique Vigneron kämpfte bis 1982 im Schwergewicht oder in der offenen Klasse. 1981 gewann sie ihren ersten französischen Meistertitel. Bei den Europameisterschaften 1981 erhielt sie eine Bronzemedaille hinter der Italienerin Margherita De Cal und der Deutschen Christiane Kieburg. Im Jahr darauf erkämpfte sie bei den Europameisterschaften in Oslo ebenfalls Bronze, diesmal hinter der Niederländerin Marjolein van Unen und Christiane Kieburg.
1983 wechselte Vigneron ins Halbschwergewicht. In diesem Jahr siegte sie bei den französischen Meisterschaften sowohl in der offenen Klasse als auch im Halbschwergewicht. Bei den Europameisterschaften in Genua startete sie in beiden Klassen. Im Halbschwergewicht siegte sie im Halbfinale gegen die Niederländerin Marieke Blauw und verlor im Finale gegen die Belgierin Ingrid Berghmans. In der offenen Klasse verlor sie im Viertelfinale gegen die Italienerin Maria Teresa Motta. Über die Hoffnungsrunde erreichte sie den Kampf um Bronze, den sie gegen die Österreicherin Karin Posch verlor. Ende 1983 erreichte Vigneron das Finale beim Fukuoka Cup und unterlag dann Ingrid Berghmans.
Auch bei den Weltmeisterschaften 1984 in Wien trafen Berghmans und Vigneron aufeinander, die Belgierin gewann im Viertelfinale. In der Hoffnungsrunde bezwang Vigneron zunächst die Britin Theresa Hayden und gewann dann den Kampf um Bronze gegen Belinda Binkley aus den Vereinigten Staaten. Ihren letzten französischen Meistertitel gewann Vigneron 1985 in der offenen Klasse.